# Masarykův realismus

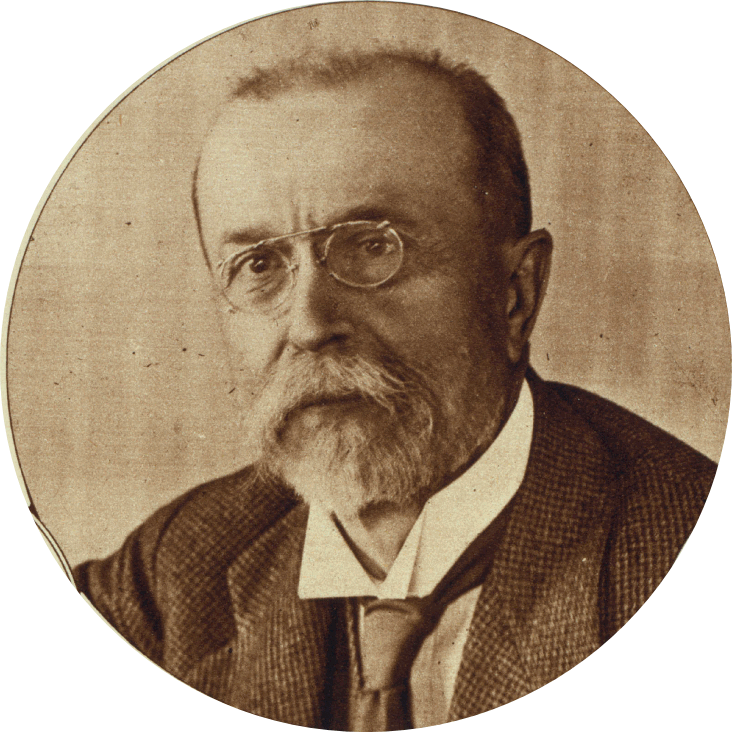
T. G. Masaryk na počátku 20. století

Masarykův realismus je označení pro kulturní, vědecký a politický program T. G. Masaryka a jeho spolupracovníků formulovaný ještě před vznikem Československa.

## Ideový základ a vývoj
Masaryk přišel z Vídně do Prahy v roce 1882, aby zde působil jako profesor na české univerzitě, právě vzniklé rozdělením původní Karlo-Ferdinandovy univerzity. Od roku 1883 vydával kritickou revue Athenaeum, kde se sešel s profesorem Josefem Kaizlem a s Karlem Kramářem. Spojovala je snaha o modernizaci kulturního života, překonání českého provincialismu a formulaci nové české politiky. V roce 1886 se podílel na založení čtrnáctideníku mladých žurnalistů Čas, který vedl Jan Herben a kde 1. listopadu 1890 vyšel „realistický program“. Pojem realismu neznamenal pro Masaryka žádnou pragmatickou politiku, nýbrž odmítnutí dosavadního „vlastenčení“, založeného na romantických představách „slavné minulosti“ (například sporných Rukopisů) a neplodném odporu k německému živlu. Realisté dobře viděli, že úspěšná česká politika si musí klást především pozitivní cíle a snažit se dosáhnout úrovně vyspělejších evropských národů. V politické oblasti se Masaryk zasazoval o střízlivou a přísnou věcnost, kritický pohled na skutečnost, jak jej dokáže především věda, o decentralizaci rakouského státu a o národnostní vyrovnání v českých zemích.
V roce 1890 vstoupili realisté do mladočeské strany a roku 1891 získali všichni tři mandát v Říšské radě ve Vídni. Roku 1893 se však Masaryk mandátu vzdal a ze strany vystoupil, protože jej unavovaly hádky mezi politiky a chtěl se věnovat důležitějším stránkám realistického programu. Jako profesor pražské univerzity usilovně publikoval (Česká otázka, Naše nynější krise, Jan Hus, Karel Havlíček, Otázka sociální, Moderní člověk a náboženství, Základy konkrétní logiky) a přednášel nejen na škole, ale vysvětloval své názory a postoje veřejnosti (studentstvu, spolkům i dělnictvu) i mimo Prahu. 31. března a 1. dubna 1900 založil Masaryk v Praze se svými spolupracovníky (František Drtina, Jan Herben, Jan Gebauer, Edvard Beneš, Josef Gruber, Prokop Maxa aj.) Realistickou stranu, jinak Českou stranu lidovou-pokrokovou. Jejím tiskovým orgánem byl deník Čas a měsíčník Naše doba, do něhož psal např. Emil Sobota. Autorem většiny jejího lidového programu představeném na sjezdu byl Masaryk. Program obsahoval požadavky na demokratizaci státu, pokrokovou národnostní a kulturní politiku a sociální reformy, program zahraniční rakouské politiky stál na Palackého austroslavismu. V roce 1905 se strana spojila se skupinou Aloise Haina a vytvořila Národní stranu pokrokovou, později spojenou do revoluční Státoprávní demokracie. Masaryk a Drtina byli od roku 1907 poslanci Říšské rady. Poslanecký mandát Masaryk získal i v roce 1911 a v letech válečných jej plně využil pro založení nového nezávislého státu.

## Filozofický základ
Ve filozofické sféře byl program vymezen vůči subjektivismu a filozofickému idealismu, jehož význačným českým zástupcem byl profesor František Mareš. Programovou odpověď hledal realismus v lidském aktivismu a pragmatismu. Do popředí stavěl usilovnou práci, která měla za cíl řešit problémy celé společnosti.

## Vývoj po vzniku republiky
Po vzniku Československa v roce 1918 byl v politice Masarykův realismus někdy definován jako základ nové státní ideologie a praktické politiky, blízké politice Hradu. V širším společenském vnímání T. G. Masaryka se navazujícím prismatem stala nová ideologie čechoslovakismu. Ve filozofii na Masarykův realismus navázal Karel Čapek, který definoval svůj ideový směr jako nový pragmatismus. V běžné stranické politice již realismus nebyl úzce spojen s jednou politickou silou, jelikož Česká strana pokroková zanikla po roce 1918 a části členstva strany se rozdělily k národním demokratům a k národním socialistům. Avšak sympatiemi k Masarykovu myšlení i původnímu politickému proudu se hlásila řada dalších politických stran.